# Araken Patusca
Araken Patusca (Santos, 7 de julho de 1905 — Santos, 24 de janeiro de 1990) foi um futebolista brasileiro que atuava como atacante.
Jogou no Santos, no São Paulo e no Flamengo.
Era irmão de Ary Patusca, grande atacante do Santos no período entre 1915 e 1923. Ambos eram primos de outro ídolo da época, Arnaldo da Silveira. Também era neto do pintor Benedito Calixto.
Dono de um futebol rápido e elegante, Araken foi três vezes vice-campeão do Campeonato Paulista pelo Santos: 1927, 1928 e 1929. Nesse clube seria campeão somente em 1935, marcando um gol na última partida do campeonato, em São Paulo, contra o Corinthians, vencida por 2 a 0.

## Carreira
O ingresso de Araken no futebol teve um fato curioso: Araken estava na Vila Belmiro vendo o jogo amistoso entre Santos e Jundiaí FC, ele era filho do então presidente e fundador do Santos, Sizino Patusca, e foi posto para jogar em lugar de Edgar da Silva Marques, que havia passado maus momentos antes da partida. Araken, na época com apenas quinze anos, foi responsável por quatro dos cinco gols do Santos, no empate com o Jundiaí: 5 a 5.

### Santos
Filho do primeiro presidente e um dos fundadores do clube, Sizino Patusca, e irmão de Ary Patusca, Araken começou no Santos com apenas 16 anos.
Estreou no time principal aos 18 anos, em 4 de fevereiro de 1923, em um amistoso na Vila Belmiro diante do Paulista de Jundiaí.
Fez parte do primeiro time do Santos a entrar para a história, muito antes da era Pelé. Em 1927 formou com Omar, Camarão, Feitiço e Evangelista o "ataque dos cem gols" dos quais 31 pertenceram a ele. A marcação de 100 gols em uma edição de Campeonato Paulista já seria um feito digno de nota mas, o que chamou mesmo a atenção, foi o fato dos jogadores terem levado apenas 16 partidas para alcançarem esse número, resultando em uma média fantástica de 6,25 gols por partida que, até hoje, é recorde mundial de média de gols marcados em um campeonato oficial.

### Excursão à Europa pelo Paulistano
Aumentou sua fama quando foi emprestado pelo Santos para participar de uma excursão à Europa, em 1925, do Paulistano, clube que não se profissionalizou. Jogando ao lado de outro craque, Arthur Friedenreich, o ótimo desempenho levou a que os jogadores brasileiros fossem chamados de "reis do futebol" pelos jornais franceses, que apelidaram Araken de “Le Danger”. Araken jogou duas partidas pelo time alvirrubro e marcou dois gols. Vaidoso, gostava de jogar usando uma boina.

### Saída do Santos
Depois de um desentendimento com o clube, Araken solicitou a sua demissão do quadro de associados do Santos para ingressar no recém-fundado São Paulo da Floresta.

### América-RJ, Flamengo e São Paulo da Floresta
Como já tinha deixado o Santos, mas ainda não havia sido inscrito na APEA por seu novo clube, Araken disputou alguns amistosos no primeiro trimestre pelo América-RJ, e aceitou por conta própria a convocação para ir à Copa do Mundo. A CBD, entretanto, exigia que todo jogador convocado pertencesse a um clube filiado à entidade, e Araken acabou assinando uma ficha de inscrição pelo Flamengo, embora não chegasse a disputar nenhum jogo oficial pelo clube.
De 1931 a 1935, Araken atuou pelo São Paulo da Floresta, pelo qual conquistou o Campeonato Paulista de 1931.

### Retorno ao Santos
Retornou ao Santos em 1935 e fez parte do time que conquistou o primeiro título paulista da história do clube, naquele mesmo ano. No jogo que garantiu a taça, marcou o segundo gol da vitória por 2 a 0 sobre o Corinthians no Parque São Jorge, no dia 17 de novembro de 1935.
Entre idas e vindas, ele jogou no clube de 1923 a 1929 e de 1935 a 1937. Nas duas passagens marcou 184 gols em 197 partidas.

### Estudante Paulista e São Paulo Futebol Clube
Em 1937, defendeu o Estudante Paulista no Campeonato Paulista daquele ano.
Em 1938 e 1939, defendeu as cores do São Paulo Futebol Clube. Fez pelo Tricolor 17 jogos, com oito vitórias, dois empates, sete derrotas e treze gols marcados.

### Seleção Brasileira
Seu primeiro jogo pela Seleção foi um amistoso contra o time argentino do Barracas.
Foi o único jogador paulista a defender a Seleção Brasileira que disputou a Copa do Mundo de 1930 no Uruguai. Na ocasião, Araken estava brigado com o Santos. Ele foi inscrito como jogador do Flamengo e a caminho de Montevidéu, integrou-se ao elenco, contrariando os dirigentes paulistas e também contra a vontade dos dirigentes da CBD, que eram totalmente cariocas, e só queriam jogadores que atuassem no Rio de Janeiro. Sem contar com sua força máxima, o Brasil foi eliminado logo na primeira fase, sendo ele criticado pelos outros jogadores da seleção, que o teriam chamado de "bailarino".

## Carreira pós-aposentadoria
Após encerrar a carreira como jogador de futebol, Araken trabalhou em um laboratório. Também foi radialista e comentarista. Antes de ingressar na carreira jornalística, ele também prestou serviços para a Light.

### Araken escritor
Araken Patusca escreveu um livro sobre a brilhante atuação do Paulistano em campos europeus com o título de “Os Reis do Futebol”.

## Títulos
São Paulo
- Campeonato Paulista: 1931[3][12]
- Torneio Inicio: 1932
- Taça Competência: 1931
- Torneio dos Cinco Clubes: 1934
- Troféu Festival da APEA: 1931
- Taça dos Campeões Estaduais de São Paulo e do Rio de Janeiro : 1932

Santos
- Campeonato Paulista: 1935[3]
- Taça Cidade de Santos: 1926
- Taça Confeitaria São Bento : 1923
- Taça Zenith : 1923
- Taça Prefeitura Municipal de Santos : 1925
- Taça Jafet : 1925
- Taça Dr. Guilherme Guinle :1925
- Taça Dr. Antonio Ulhôa : 1926
- Taça José de Souza Dantas : 1926
- Taça João Cantuária : 1926, 1927
- Taça Casella : 1935
- Taça Carlos de Barros : 1936
- Taça Aliança da Bahia : 1936
- Taça Sul-America Seguros de Vida : 1936
- Taça Prefeitura Municipal : 1936
- Taça Companhia Construtora Universal : 1936
- Taça Governador do Estado da Bahia : 1936